# Karangpetir (Kalimanah)
Karangpetir is een bestuurslaag in het regentschap Purbalingga van de provincie Midden-Java, Indonesië. Karangpetir telt 1211 inwoners (volkstelling 2010).